# Anass Achahbar

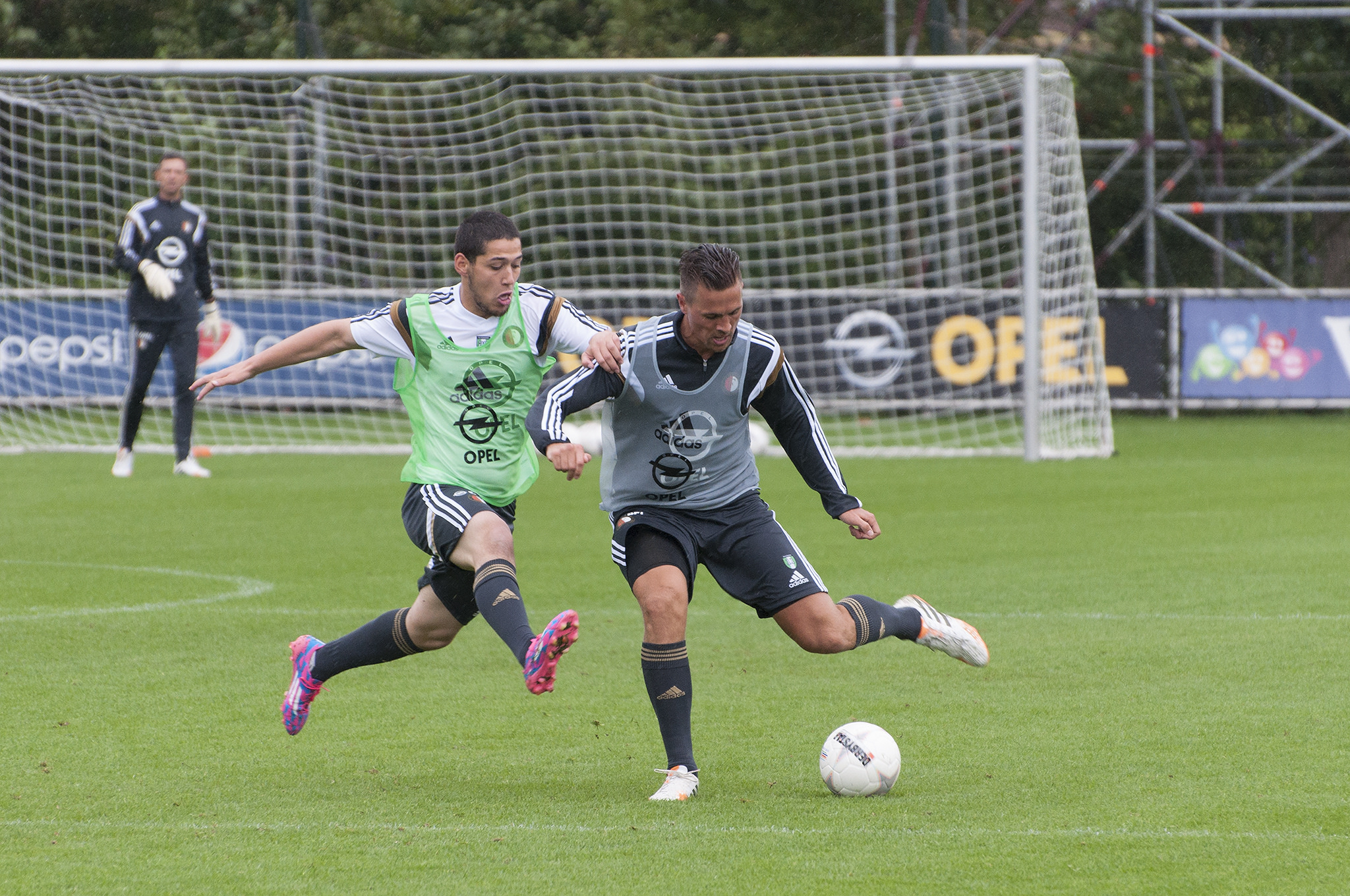
Achahbar (links) in duel met Wesley Verhoek op de training van Feyenoord op 5 juli 2014

Anass Achahbar (Den Haag, 13 januari 1994) is een Marokkaans-Nederlands voetballer die bij voorkeur als spits speelt.

## Carrière

### Feyenoord
Achahbar speelde in de jeugd bij FC Kranenburg, VCS en Feyenoord. Hij werd in 2011 topscorer en daarnaast uitgeroepen tot beste speler in de B-jeugd. Hij tekende een driejarig contract bij Feyenoord. Op 28 augustus 2011 debuteerde hij in het eerste elftal als invaller voor Kelvin Leerdam in de thuiswedstrijd tegen sc Heerenveen. Met het Nederlands voetbalelftal onder 17 werd hij in 2011 Europees kampioen. Achahbar maakte zijn eerste doelpunt in de A-selectie van Feyenoord in de bekerwedstrijd tegen AGOVV. Op 23 augustus 2012 maakte hij de 2–2 in de Europese wedstrijd tegen Sparta Praag.

### Verhuur aan Arminia Bielefeld
In het seizoen 2013/14 werd hij verhuurd aan DSC Arminia Bielefeld, waarvoor hij tienmaal uitkwam in de 2. Bundesliga en ook met het tweede team in de Oberliga Westfalen speelde. Aan het einde van het seizoen keerde hij terug naar Feyenoord.

### Terugkeer bij Feyenoord
Op 22 maart 2015 stond Achahbar voor het eerst in twee jaar weer in de basis bij Feyenoord. De spits scoorde twee goals tegen PSV waardoor Feyenoord uiteindelijk de wedstrijd in de Kuip wist te winnen. In het seizoen 2015/16 won Achahbar met Feyenoord de KNVB Beker. In totaal speelde Achahbar 44 wedstrijden voor Feyenoord, waarin hij negen keer scoorde.

### PEC Zwolle en verhuur N.E.C.
Op 21 mei 2016 tekende Achahbar een vierjarig contract bij PEC Zwolle. In zijn eerste seizoen kwam hij in twintig wedstrijden tot één goal, in de KNVB-Beker.
In zijn tweede seizoen bij PEC werd hij verhuurd aan N.E.C., op dat moment uitkomend in de Eerste divisie. Hij maakte zijn debuut op 8 september 2017 in de met 3-0 verloren wedstrijd tegen FC Den Bosch. Hij viel na 65 minuten in voor Janio Bikel. Hij kampte in die periode met een aantal blessures. Hij moest vijf hechtingen in zijn voet laten plaatsen, brak een vinger en had een blessure aan zijn schouder. Op 24 november maakte hij zijn rentree tegen Jong Ajax. Op 27 november scoorde hij tegen Telstar zijn eerste goal van het seizoen. Op 22 december maakte hij tegen Jong AZ (7-2 overwinning) de eerste hattrick in zijn loopbaan. In de wedstrijd erna tegen Go Ahead Eagles (5-1 winst) scoorde hij opnieuw een hattrick. Ook in het seizoen 2018/19 speelt Achahbar op huurbasis in Nijmegen. Hij werd in januari 2019 na een ruzie met trainer Jack de Gier tijdens de uitwedstrijd tegen FC Eindhoven samen met Brahim Darri teruggezet naar het tweede elftal en kwam daarna niet meer bij het eerste team.
In de zomer van 2019 zou Achahbar terugkeren naar PEC Zwolle, maar uiteindelijk besloten PEC Zwolle en Achahbar het doorlopende contract te ontbinden.

### FC Dordrecht en ACS Sepsi OSK Sfântu Gheorghe
Nadat hij drie weken meegetraind had bij FC Dordrecht, verbond hij zich op 9 september voor het seizoen 2019/20 aan de club. Daar speelde hij een half seizoen voor hij op zoek ging naar een nieuwe club. In januari 2020 sloot hij aan bij het Roemeense ACS Sepsi OSK. Met zijn club verloor hij de finale om de Cupa României 2020 van FCSB. Met zijn club won hij in 2022 en 2023 de Roemeense beker alsook in 2022 de Supercup. Medio 2023 liep zijn contract af.

### Aiolikos Mytilini en Westlandia
Half september 2023 verbond hij zich aan het Griekse AEPS Aiolikos Mytilini dat net naar de Super League 2 gepromoveerd was. Vanaf januari 2024 komt hij uit voor RKVV Westlandia.

## Statistieken
| Seizoen         | Club                   | Competitie         | Competitie | Competitie | Beker | Beker | Overig | Overig | Totaal | Totaal |
| Seizoen         | Club                   | Competitie         | Wed.       | Dlp.       | Wed.  | Dlp.  | Wed.   | Dlp.   | Wed.   | Dlp.   |
| --------------- | ---------------------- | ------------------ | ---------- | ---------- | ----- | ----- | ------ | ------ | ------ | ------ |
| 2011/12         | Feyenoord              | Eredivisie         | 7          | 0          | 2     | 1     | 0      | 0      | 9      | 1      |
| 2012/13         | Feyenoord              | Eredivisie         | 7          | 0          | 2     | 0     | 2      | 1      | 11     | 1      |
| 2013/14         | → Arminia Bielefeld    | 2. Bundesliga      | 10         | 1          | 0     | 0     | 0      | 0      | 10     | 1      |
| 2013/14         | → Arminia Bielefeld II | Oberliga Westfalen | 8          | 4          | 0     | 0     | 0      | 0      | 8      | 4      |
| 2014/15         | Feyenoord              | Eredivisie         | 13         | 4          | 0     | 0     | 4      | 1      | 17     | 5      |
| 2015/16         | Feyenoord              | Eredivisie         | 7          | 2          | 0     | 0     | 0      | 0      | 7      | 2      |
| 2016/17         | PEC Zwolle             | Eredivisie         | 19         | 0          | 1     | 1     | 0      | 0      | 20     | 1      |
| 2017/18         | → N.E.C.               | Eerste divisie     | 25         | 15         | 1     | 0     | 2      | 2      | 28     | 17     |
| 2018/19         | → N.E.C.               | Eerste divisie     | 20         | 7          | 2     | 1     | 0      | 0      | 22     | 8      |
| 2019/20         | FC Dordrecht           | Eerste divisie     | 14         | 1          | 2     | 3     | 0      | 0      | 16     | 4      |
| 2019/20         | Sepsi OSK              | Liga 1             | 14         | 0          | 4     | 3     | 0      | 0      | 18     | 3      |
| 2020/21         | Sepsi OSK              | Liga 1             | 28         | 2          | 1     | 0     | 1      | 0      | 30     | 2      |
| 2021/22         | Sepsi OSK              | Liga 1             | 17         | 2          | 1     | 1     | 2      | 0      | 20     | 3      |
| 2022/23         | Sepsi OSK              | Liga 1             | 14         | 1          | 3     | 0     | 1      | 0      | 18     | 1      |
| 2023/24         | AEPS Aiolikos          | Super League 2     | 2          | 0          | 1     | 0     | 0      | 0      | 3      | 0      |
| 2023/24         | Westlandia             | Vierde Divisie B   | 0          | 0          | 0     | 0     | 0      | 0      | 0      | 0      |
| Carrière totaal | Carrière totaal        | Carrière totaal    | 205        | 39         | 20    | 10    | 12     | 4      | 237    | 53     |

Laatst bijgewerkt op 6 maart 2024.

## Erelijst
| Competitie                      |                    |                    |                    |                    |
| Competitie                      | Aantal             | Jaren              |                    |                    |
| Nederland onder 17              | Nederland onder 17 | Nederland onder 17 | Nederland onder 17 | Nederland onder 17 |
| ------------------------------- | ------------------ | ------------------ | ------------------ | ------------------ |
| Europees kampioenschap onder 17 | 1x                 | 2011               |                    |                    |
| Feyenoord                       |                    |                    |                    |                    |
| KNVB beker                      | 1x                 | 2015/16            |                    |                    |